# Osvaldo Dorticós Torrado
 (décembre 2024).
Osvaldo Dorticós Torrado, né le 17 avril 1919 à Cienfuegos, dans l'ancienne province de Las Villas, et mort le 23 juin 1983, est un homme d'État cubain, président de la république de Cuba du 17 juillet 1959 au 2 décembre 1976.

## Biographie
Juriste renommé, il participe au mouvement de résistance civile mené par le Parti socialiste populaire. Emprisonné par le régime de Batista en 1958, il s'évade et fuit à Mexico avant de revenir à Cuba à la faveur de la révolution cubaine en 1959.
Fidel Castro, chef du gouvernement, nomme Dorticós ministre de la Justice. Ce dernier, étant communiste, est ensuite appelé en 1959 à la présidence. Grâce à son intelligence et à sa compétence, il exerce une influence qui va au-delà des pouvoirs restreints qui s'attachent à la fonction présidentielle. En 1976, les structures de l'État cubain sont modifiées et Fidel Castro devient lui-même chef de l'État (président du Conseil d'État), Dorticós devenant alors membre du Conseil d'État et président de la banque nationale.
Après la mort de sa femme, il tombe malade, puis se suicide en 1983.